# 797
797 (DCCXCVII) fue un año común comenzado en domingo del calendario juliano, en vigor en aquella fecha.

## Acontecimientos
- Matanza de la Jornada del foso de Toledo
- Sadun al-Ruayni viaja a Aquisgrán, capital del imperio carolingio, para solicitar ayuda al emperador contra el Emirato de Córdoba, entonces bajo el control de Al-Hakam I.
- La emperatriz Irene organiza una conspiración contra su hijo Constantino VI, que es capturado y cegado, siendo exiliado a Principio, donde muere poco después. Irene comienza un reinado de 5 años, y se llama a sí misma basileus ('emperador') del Imperio Bizantino.

## Nacimientos
- Bernardo de Italia, rey de los lombardos (o 799, f. 818)
- Ignacio I, patriarca de Constantinopla (o 798)
- Pipino I de Aquitania, rey de Aquitania (f. 838)

## Fallecimientos
- Bermudo I, rey de Asturias. c. 797, retirado en un convento.
- Constantino VI, emperador del Imperio Bizantino (n. 771)